# Trois pièces pour piano, op. 96 de Prokofiev
Pour les articles homonymes, voir Trois pièces.
Les Trois pièces pour piano opus 96 sont un cycle de pièces pour piano de Sergueï Prokofiev composé en 1941-1942.

## Structure
1. Grande valse lyrique de l'opéra Guerre et Paix, Op. 91, Scène 4
2. Contre-danse, de la musique du film Lermontov
3. Méphisto-Valse, de la musique du film Lermontov